# Jenny Petra
Jenny Petra (* 15. Mai 1934; † 28. September 2011; eigentlicher Name Edith Kaus) war eine deutsche Schlagersängerin. 
Ihre Ausbildung erhielt sie Mitte der 1950er Jahre an der Hochschule für Musik Hanns Eisler in Ost-Berlin. Da sie die erste Schlagersängerin an der Hochschule war, benötigte sie dafür eine Genehmigung des Zentralkomitees der SED. Sie war neben Helga Brauer und Bärbel Wachholz in den 1950er- und 1960er-Jahren eine der bekanntesten Schlagersängerinnen der DDR. Sie wirkte auch in dem 1962 im DDR-Fernsehen gezeigten Musical Was halten Sie von Musik?, Regie Wernfried Hübel, mit. 1963 bekam Jenny Petra einen Sohn und beendete ihre Karriere als Schlagersängerin. Sie arbeitete bis 1994 an der Hochschule als Dozentin für Gesang, wobei sie einige bekannte DDR-Sänger wie Anett Kölpin ausbildete.

## Diskografie

### Singles
- Port-au-Prince (als Edith Kaus mit Ralf Paulsen und Klaus Gross, EP, Supraphon)
- 1958: Wo bist du geblieben (Nur A-Seite, Amiga)
- 1959: Oh, Michael (nur A-Seite, Amiga)
- 1959: Wenn du mir sagst / Leb’ wohl, André (Amiga)
- 1959: Am Tag, als der Regen kam / Das hab’ ich nicht nur geträumt (Amiga)
- 1959: Nachts in allen Straßen (nur A-Seite, mit Bärbel Wachholz, Amiga)
- 1959: Warum ist die Liebe so schön / Das letzte Mal (Amiga)
- 1959: So wunderschön (mit den Flamingos, nur A-Seite, Amiga)
- 1959: Ja, da kann man nichts dagegen tun (nur A-Seite, Amiga)
- 1959: Denn die Liebe ... / Darf es noch ein Kuß sein (A-Seite mit Paul Schröder, Amiga)
- 1959: Schön ist junge Liebe / Du bist schön und jung (Amiga)
- 1959: Tschau, tschau, Bambina (nur A-Seite, Amiga)
- 1960: Wenn du mich liebst / Einmal fühlst du die Liebe auch (Amiga)
- 1960: Ich möchte dich so gern verwöhnen (nur A-Seite, mit Peter Wieland, Amiga)
- 1961: Ein bißchen Seligkeit (nur A-Seite, Amiga)
- 1961: Tiflis (nur B-Seite, Amiga)
- 1961: Weiße Wolken, blaues Meer und du / Das große Glück (B-Seite mit Peter Wieland, Amiga)
- 1962: Rosen, Tulpen, Nelken /  Wenn alles so schön bleibt (Amiga)
- 1962: So kam Johnny zu mir (nur A-Seite, Amiga)